# Alveoplectrus
Alveoplectrus is een geslacht van vliesvleugeligen uit de familie Eulophidae. De wetenschappelijke naam van dit geslacht is voor het eerst geldig gepubliceerd in 1997 door Wijesekara & Schauff.

## Soorten
Het geslacht Alveoplectrus omvat de volgende soorten:
- Alveoplectrus corumbae (Ashmead, 1904)
- Alveoplectrus floridanus Wijesekara & Schauff, 1997
- Alveoplectrus lilli Gates, 2010
- Alveoplectrus truncatus Wijesekara & Schauff, 1997